# Gertrud Prellwitz
Gertrud Prellwitz (* 5. April 1869 in Tilsit; † 13. September 1942 in Küb, Semmering) war eine deutsche Schriftstellerin.

## Leben
Gertrud Prellwitz war die Tochter eines Zimmermeisters. Sie wuchs in Königsberg auf, wo sie eine Privatschule besuchte. Anschließend absolvierte sie das Lehrerseminar in Droyßig und wirkte ab 1888 als Lehrerin in Königsberg. Ab 1895 war sie in Berlin ansässig, wo sie am Auguste-Victoria-Lyzeum unterrichtete und an der Berliner Universität Vorlesungen in Theologie und Literaturgeschichte hörte.
1904 begann Gertrud Prellwitz’ lebenslange Beziehung zu der Familie des Künstlers und Lebensreformers Fidus, mit dessen Frau Elsa Knorr sie eine enge Freundschaft verband. 1903 lebte sie kurze Zeit mit der Familie in der Kolonie Grappenhof in Amden am Schweizer Walensee, 1904 in Zürich, ab 1905 zusammen mit Elsa Fidus im schlesischen Schreiberhau und ab 1908 im märkischen Woltersdorf-Schönblick. 1912 gehörte Gertrud Prellwitz zu den Mitbegründern des St.-Georgs-Bundes. Ihre Weltanschauung war eine Mischung aus Kantschem Idealismus sowie deutschchristlichen und völkischen Überzeugungen, wies aber auch lebensreformerische Tendenzen auf. Während des Ersten Weltkriegs unterstützte sie den deutschen Kriegseinsatz durch zahlreiche Flugschriften; 1915 reiste sie in die Vereinigten Staaten.
Nach dem Ende des Ersten Weltkrieges blieb Gertrud Prellwitz der von ihr in den Kriegsjahren vertretenen völkischen Überzeugung treu. Sie zog nach Oberhof im Thüringer Wald, wo sie in ihrem Maienverlag eigene Werke veröffentlichte. Ab 1933 lebte sie in Bad Blankenburg. Die Machtergreifung der Nationalsozialisten wurde von ihr, die in Hitler eine Erlösergestalt sah, lebhaft begrüßt. Prellwitz’ Werk stieß jedoch bei den neuen Machthabern auf Desinteresse bzw. Ablehnung; ab 1938 stand ihr Roman Drude sogar auf der „Liste des schädlichen und unerwünschten Schrifttums“.
Gertrud Prellwitz war Verfasserin von Romanen, Erzählungen, Essays, Flugschriften und Theaterstücken. Ihr Roman Drude war in Kreisen der Jugendbewegung sehr beliebt; ihren größten Erfolg erzielte die Autorin mit dem 1909 erschienenen Aufklärungsbuch Vom Wunder des Lebens, das bis in die Fünfzigerjahre eine Gesamtauflage von über 170.000 Exemplaren erreichte. – Gertrud Prellwitz’ Nachlass befindet sich im Archiv der Deutschen Jugendbewegung in Witzenhausen.

## Werke
- Oedipus oder Das Rätsel des Lebens. Tragödie. Freiburg i. Br. 1898
- Zwischen zwei Welten. Eine Weltanschauung im dramatischen Bilde. Woltersdorf bei Erkner-Berlin 1899 (1901)
- Weltfrömmigkeit und Christentum, Freiburg i. Br. 1901
- Michel Kohlhas. Trauerspiel. Freiburg i. Br. 1905
- Der religiöse Mensch und die moderne Geistesentwicklung. Sieben Vorträge. Berlin 1905
- Vom Wunder des Lebens. Dichtung. Jena 1909
- Seine Welt, Woltersdorf bei Berlin 1911
- Die Legenden vom Drachenkämpfer. Dichtung. Woltersdorf bei Erkner-Berlin 1912
- Die Tat!. Drama aus den Tagen von Tauroggen, drei Akte. Woltersdorf b. Erkner-Berlin 1912
- Seine Welt. Lustspiel 1912
- Wie wir es schaffen, Woltersdorf 1914
- Durch welche Kräfte wird Deutschland siegen? Religiöse Vorträge. Jena 1915 Digitalisat
- Der Kaisertraum. Ein Weihespiel. Woltersdorf 1916
- Von der schaffenden Liebe des Lichts in uns. Eine Anleitung zum Seeligwerden hinieden. Neun Briefe. Woltersdorf 1917
  - 1/7 (1917)
  - 8/9 (1917)
- Vier Volksspiele. 1919
- Weltsonnenwende, Woltersdorf b. Erkner 1919
- Drude. Drei Bände. Woltersdorf bei Erkner 1920–1926
  - 1  Vorfrühling. Ein Spiel (1920)
  - 2. Neue Zeit. Den jungen Gottsuchern gewidmet. 1923
  - 3. Flammenzeichen, 1926
- Mein Bekenntnis zu Muck-Lamberty, Oberhof im Thür. Wald 1921
- Deutschland! Deutschland! Die Gefangenen. Zwei Teile. Oberhof 1921
  - 1. Frühling. Ein Spiel.
  - 2. Weihnachten. Ein Spiel für die Jugend des neuen Deutschland geschrieben.
- Das Deutschlandlied. Für die neue Jugend, dem Volke zu spielen. Oberhof im Thür. Wald 1921
- Vom heiligen Frühling. Aufsätze. Oberhof i. Thür. Wald
- Gottesstimmen. Gedichte. Oberhof im Thür. Wald 1921
- Das Osterfeuer. Eine Erzählung aus der Welt des Armannentums. Oberhof im Thür. Wald 1921
- Ruth. Erzählung. Ein Buch von Deutschlands Not und von Deutschlands Jugend. Oberhof im Thür. Wald 1921
- Was der Mensch säet, das wird er ernten. Ein Strassenspiel. Oberhof im Thür. Wald 1921
- Schaffende. Novelle. Oberhof im Thüringer Wald 1922
- Vom Frühlingsschaffen. Acht Spruchkarten. 1923
- Ein heiteres Märchenspiel, Oberhof im Thür. Wald 1923
- Des Deutschen Willens Weg, Oberhof im Thür. Wald 1923
- Des Deutschen Willens Ziel, Oberhof i. Thür. Wald 1923
- Der lebendige Quell. Ein Spruch - Jahrbuch aus Gertrud Prellwitz´Werken. Zusammengestellt von Werner Plaut. Oberhof im Thür. Wald 1924
- Baldurs Wiederkehr. Legende. Eine Schauung vom Völkerschicksal. Oberhof im Thüringer Wald 1924
- Sonne über Deutschland!. Roman. Oberhof i. Thür. Wald 1926
- Das eigene Ich. Roman. Oberhof im Thür. Wald 1928
- Das Geheimnis hinter Liebe und Tod. Drei Novellen. Stuttgart 1929
- Meine Kindheitserinnerungen. In: Ostdeutsche Monatshefte, Heft 10. 1929/1930
- Lebensanfänge. Erinnerungen aus Kindheit und Jugend. Oberhof im Thüringer Walde 1930
- Treue. Roman. Oberhof im Thür. Walde 1930
- Die Kastanienkönigin.Sternenlegende. Oberhof 1931
- Pfingstflammen. Roman in Tagebuchform. Oberhof 1932
- Maienspiel, Oberhof 1933
- Die letzte Wala. Eine Wotanslegende. Weihespiel. Bad Blankenburg 1935